# Josef Horák (voják)
Josef Horák (13. ledna 1889 Sokolnice – 25. listopadu 1943 Vratislav) byl československý legionář, důstojník a odbojář z období druhé světové války popravený nacisty.

## Život

### Před první světovou válkou
Josef Horák se narodil 13. ledna 1889 ve Sokolnicích na Brněnsku v rodině zemědělce Josefa Horáka a Apolonie, rozené Kučerové. Vystudoval klasické gymnázium a Český učitelský ústav v Brně, vzdělání ho opravňovalo vyučovat na obecných školách. V roce 1914 se oženil s Marií Schneeweisovou, manželům se narodily dcery Jiřina a Marie.

### První světová válka
Po vypuknutí první světové války byl Josef Horák povolán do c. a k. armády a během bojů na italské frontě padl 22. července 1915 v hodnosti praporčíka do zajetí. V prosinci 1916 se přihlásil do Československých legií, kam byl zařazen 2. dubna 1918. Do Československa se vrátil v prosinci 1918 v hodnosti rotmistra pěšího pluku 31.

### Mezi světovými válkami
Ve službě u pěšího pluku 31 pokračoval Josef Horák i po návratu do Československa a to v Trenčíně a Užhorodě. Od 1. března 1920 působil jako osvětový a tělocvičný referent na velitelství nejprve 6. divize v Brně a poté na Zemském vojenském velitelství tamtéž. Mezi lety 1924 a 1937 sloužil u pěšího pluku 43 v Brně, kde se postupně vypracoval do funkce zástupce velitele praporu. Během služby studoval na Masarykově univerzitě v Brně a v roce 1927 složil úspěšně státní zkoušky z tělesné výchovy pro střední školy. Od roku 1937 do zrušení Československé armády byl příslušníkem Pěšího pluku 6 v Místku.

### Druhá světová válka
Po německé okupaci a zrušení Československé armády byl Josef Horák v listopadu 1939 zařazen jako vrchní administrativní tajemník k okresnímu školnímu výboru okresu Brno-venkov a v roce 1941 penzionován. Zapojil se do protinacistického odboje v organizaci Obrana národa, mj. se spolupodílel na zcizování a úkrytu zbraní pocházejících z brněnské Zbrojovky. Sám měl u sebe ukryté dva kulomety, náboje a plány. Za svou činnost byl 5. května 1943 zatčen gestapem, ukrytý materiál byl u něj nalezen. Vězněn byl v brněnských Kounicových kolejích, následně v Breslau. Dne 22. října 1943 byl lidovým soudem odsouzen k trestu smrti za velezradu a napomáhání nepříteli a dne 25. listopadu téhož roku společně se svými pěti spolupracovníky včetně synovce Josefa Korbeláře v Breslau popraven.

## Ocenění

### Vyznamenání
- Válečný záslužný kříž (Itálie)

### Posmrtná ocenění
- Po Josefu Horákovi byla v roce 1946 přejmenována jedna z ulic v brněnských Žabovřeskách[2]